# Bernart de la Fon
Bernart de la Fon (fl. XIII secolo) è stato un misterioso trovatore occitano, considerata la quasi totale assenza di fonti documentali, a cui due su tre manoscritti attribuiscono la canso titolata dal primo verso Leu chansonet ad entendre.